# Sudamericano de Rugby B 2017
El Sudamericano de Rugby B del 2017 se celebró con solo tres equipos debido a la ausencia de Ecuador.
El triangular tendrá a Perú en las dos primeras fechas de local para recibir primero a Colombia y luego a Venezuela. En el último partido del triangular jugó entre Colombia y Venezuela en Medellín.

## Equipos participantes
- Selección de rugby de Colombia (Los Tucanes)
- Selección de rugby de Perú (Los Tumis)
- Selección de rugby de Venezuela (Las Orquídeas)

## Posiciones
| Pos. | Equipo    | Encuentros | Encuentros | Encuentros | Encuentros | Tantos  | Tantos    | Tantos     | Puntos |
| Pos. | Equipo    | jugados    | ganados    | empatados  | perdidos   | a favor | en contra | diferencia | Puntos |
| ---- | --------- | ---------- | ---------- | ---------- | ---------- | ------- | --------- | ---------- | ------ |
| 1    | Colombia  | 2          | 2          | 0          | 0          | 103     | 18        | + 85       | 6      |
| 2    | Venezuela | 2          | 1          | 0          | 1          | 48      | 74        | - 26       | 3      |
| 3    | Perú      | 2          | 0          | 0          | 2          | 24      | 83        | - 59       | 0      |

Nota: Se otorgaron 3 puntos al equipo que gane un partido, 1 al que empate y 0 al que pierda
|  | Campeón |

## Resultados

### Primera fecha
| 7 de octubre 15:00 | Perú | 3 - 50  | Colombia | Fundo La Querencia de Lurin, Lima, Perú |  |
|                    |      | Reporte |          |                                         |  |

### Segunda fecha
| 14 de octubre 15:00 | Perú | 21 - 33 | Venezuela | Fundo La Querencia de Lurin, Lima, Perú |  |
|                     |      | Reporte |           |                                         |  |

### Tercera fecha
| 21 de octubre | Colombia | 53 - 15 | Venezuela | Estadio Bernardo “Nando” Álvarez, Guarne, Colombia |  |
|               |          | Reporte |           |                                                    |  |

| Bandera de Colombia |
| Campeón Colombia    |
| Quinto título       |